# Bathory (sastav)
Bathory je bio ekstremni metal sastav osnovan 1983. godine u Vällingbyju, Švedskoj. Bio je nazvan po poznatoj mađarskoj grofici Elizabeti Báthory. Frontmen grupe i glavni pisac pjesama bio je Quorthon (pravim imenom Tomas Forsberg). Prva četiri Bathoryjeva albuma smatraju se "nacrtom skandinavskog black metala". Skupina se odmaknula od tog stila kad je 1990. godine objavila svoj peti album, Hammerheart, koji se često naziva prvim viking metal albumom. Nastavila se baviti navedenim viking metal stilom tijekom devedesetih godina prošlog stoljeća i početkom prvog desetljeća ovog stoljeća premda je sredinom devedesetih na albumima Requiem i Octagon prigrlila thrash metal. Bathory se raspao kad je Quorthon umro 2004. godine zbog zatajenja srca.

## Povijest

### Rane godine (1980-te)
Bathory je bio osnovan 1983. godine u Vällingbyju. Quorthonu (tada znanom kao Ace, po Ace Frehleyju iz Kissa), sedamnaestogodišnjem gitaristu, priključili su se basist Fredrik Melander i bubnjar Jonas Åkerlund. Quorthon je izjavio da je odlučio nazvati sastav 'Bathory' nakon što je posjetio London Dungeon, ali Jonas kaže da je ime nadahnula Venomovoj skladbi "Countess Bathory". Prije nego što se odlučila za ime 'Bathory', grupa je razmatrala još nekoliko imena, među kojima su bila Nosferatu, Natas, Mephisto, Elizabeth Bathory i Countess Bathory. Quorthon je dio vremena radio u maloj izdavačkoj kući Tyfon, čiji je vlasnik bio njegov otac, Börje Forsberg. Krajem 1983. izdavačka kuća radila je na kompilaciji pjesama skandinavskih metal sastava. Međutim, u zadnji tren, jedan je od njih odustao. Tyfon je dopustio Bathoryju da zauzme njegovo mjesto na albumu. Album, nazvan Scandinavian Metal Attack, bio je objavljen u ožujku 1984. godine i označio je Bathoryjevo prvo pojavljivanje na ploči. Neočekivano, zbog Bathoryjevih je snimki počela stizati velika količina obožavateljskih pisama. Uskoro nakon toga Tyfon je zatražio Bathory da snimi svoj debitantski studijski album. Budući da su se njegovi kolege iz skupine preselili, Quorthon je u nju uveo basista Rickarda Bergmana i bubnjara Stefana Larssona. Dana 22. svibnja 1984. održali su prvu i jedinu zajedničku probu prije snimanja albuma. Bathoryjev istoimeni debitantski album, Bathory, bio je snimljen u lipnju u studiju Heavenshore (prenamijenjenoj garaži) u Stockholmu, a objavljen u listopadu iste godine. Tijekom sljedeće četiri godine Bathory je objavio još tri studijska albuma: The Return...... (1985.), Under the Sign of the Black Mark (1987.) i Blood Fire Death (1988.).
Bathoryjev rani glazbeni rad bio je mračan, brz, vrlo distorziran i lo-fi kvalitete. Quorthonov glas bio je grub, visok i prodoran, hrapav s ponekim kricima i vriskovima. Tekstovi pjesama bili su utemeljeni na 'mračnim' temama i aludirali su na antikršćanske i sotonističke poruke. Ova svojstva kasnije su definirala black metal te se grupa služila tim stilom na prvim četirima albumima. Quorthon je komentirao kako skupina nije bila sotonistička, već se samo služila 'sotonističkim' porukama kako bi izazivali i napadali kršćanstvo. Na trećem i četvrtom albumu počeo je "napadati kršćanstvo iz druge perspektive", shvaćajući da je sotonizam "proizvod kršćanstva" i smatrajući ih oboje "vjerskim hokus-pokusom". Naziv 'black metal' nastao je po nazivu istoimenog Venomovog albuma iz 1982. godine. Mnogi obožavatelji i recenzenti tvrde da je Venom utjecao na Bathory, dok su neki čak optuživali Bathory da kopira Venom; ipak, Quorthon je komentirao da je rani rad sastava uglavnom bio pod utjecajem grupa kao što su Black Sabbath, Motörhead i G. B. H., da je "prvi put čuo za Venom koncem 1984. ili početkom 1985." i da nikad nije imao niti jedan njihov album. Bathoryjev rani rad također je bio povezivan sa Slayerom, no Quorthon je izjavio da ga on nije nadahnuo.
Bathory je 1985. godine prestao nastupati uživo jer je Quorthon smatrao da je organiziranje koncerata "prevelika gnjavaža".
Iako je Bathoryjev četvrti album Blood Fire Death (iz 1988. godine) u velikoj mjeri bio sličan prethodnim albumima, neke pjesme bile su zamjetno drugačijega stila. Te pjesme bile su sporijega tempa, sadržavale su akustične dijelove, zborsko pjevanje u pozadini te tekstove o Vikinzima i nordijskoj mitologiji. Glazbeni kritičar Eduardo Rivadavia sa stranice AllMusic opisao je ovaj 'epski' stil kao "vjerojatno prvi pravi primjer" viking metala.

### Viking metal godine (1990-te, 2000-te)
Poslije Blood Fire Deatha skupina se odmaknula od svojeg ranog black metal stila. Njezin peti album, Hammerheart (iz 1990. godine), bio je prvi "arhetipski viking metal album". Govorkalo se kako je uzor za to bio američki power metal sastav Manowar, ali je Quorthon tu glasinu nazvao "još jednom potpunom zabludom". Za skladbu "One Rode to Asa Bay" bio je snimljen glazbeni spot. Glazbeni stil na Hammerheartu pojavio se na albumima Twilight of the Gods (iz 1991.) i Blood on Ice (snimljenom 1989., ali završenom 1996. godine).
S Requiemom (iz 1994.) i Octagonom (iz 1995.) Bathory je još jednom promijenio stil, ovog se puta posvećujući retro-thrash stilu sličnom onom thrash metal grupa iz Zaljevskog područja San Francisca koje su nastale tijekom osamdesetih. Ipak, Destroyer of Worlds (iz 2001. godine) postao je prijelazni album, a albumi Nordland I (iz 2002.) i Nordland II (iz 2003.) doveli su do potpunog povratka viking metal stila.

### Quorthonova smrt
U lipnju 2004. godine Quorthon je bio pronađen mrtav u svojoj kući. Uzrok smrti bilo je zatajenje srca. Znalo se da je patio od srčanih problema. Dana 3. lipnja 2006. godine Black Mark Records objavio je box set sastavljen u počast Quorthonu, koji se sastojao od tri CD-a omiljenih Bathoryjevih i Quorthonovih pjesama, knjižicu od 176 stranica, DVD s glazbenim spotom za "One Rode to Asa Bay", intervju, neke rijetke promotivne snimke i poster.
Određeni black metal glazbenici zaslužni su za nastanak nekolicine Bathoryjevih počasnih albuma, među kojima su In Conspiracy with Satan: A Tribute to Bathory i Voices from Valhalla - A Tribute to Bathory. Nekoliko se članova norveške black metal scene okupilo u kolovozu 2004. godine kako bi zajedno na bergenskom festivalu Hole in the Sky odsvirali neke Bathoryjeve pjesme. Među tim glazbenicima bili su Abbath (iz Immortala), Apollyon (iz Aure Noir), Faust i Samoth (iz Emperora i Zyklona), Gaahl (iz Gorgorotha), Grutle Kjellson i Ivar Bjørnson (iz Enslaveda), Nocturno Culto (iz Darkthronea) i Satyr (iz Satyricona).

## U popularnoj kulturi
Švedska skupina Watain na Sweden Rock Festivalu 2010. godine održala je koncert posvećen Quorthonu i grupi Bathory. Nastup je bio snimljen i objavljen 23. veljače 2015. u ograničenoj nakladi kao uradak Tonight We Raise Our Cups and Toast in Angels Blood: A Tribute to Bathory, koji se sastojao od 7 pjesama. Bio je objavljen i na gramofonskoj ploči u nakladi od 1300 primjeraka.
Ograničena gramofonska inačica albuma pojavila se na prvom mjestu ljestvice gramofonskih ploča u Švedskoj. Sam se uradak u veljači 2015. godine našao i na drugom mjestu nacionalne ljestvice Sverigetopplistan, službene švedske ljestvice albuma.

## Članovi sastava
Konačna postava
- Quorthon (Tomas Börje Forsberg) – vokali, gitara, bas-gitara, bubnjevi (1983. – 2004.)

Bivši članovi
- Freddan/Hanoi (Fredrik Melander) – bas-gitara (1983. – 1984.)
- Vans McBurger (Jonas Åkerlund) – bubnjevi (1983. – 1984.)
- Ribban – bas-gitara (1984.)
- Stefan Larsson – bubnjevi (1984. – 1986.)
- Adde – bas-gitara (1985.)
- Paul Pålle Lundburg – bubnjevi (1986. – 1987.)
- Kothaar – bas-gitara (1988. – 1996.)
- Vvornth – bubnjevi (1988. – 1996.)

## Diskografija
Studijski albumi
- Bathory (1984.)
- The Return...... (1985.)
- Under the Sign of the Black Mark (1987.)
- Blood Fire Death (1988.)
- Hammerheart (1990.)
- Twilight of the Gods (1991.)
- Requiem (1994.)
- Octagon (1995.)
- Blood on Ice (1996.)
- Destroyer of Worlds (2001.)
- Nordland I (2002.)
- Nordland II (2003.)

Kompilacije
- Jubileum Volume I (1992.)
- Jubileum Volume II (1993.)
- Jubileum Volume III (1998.)
- Katalog (2001.)
- In Memory of Quorthon (2006.)

Split albumi
- Scandinavian Metal Attack (1984.)
- Scandinavian Metal Attack II (1985.)

## Vanjske poveznice
- Službena stranica  Arhivirana inačica izvorne stranice od 18. kolovoza 2014. (Wayback Machine)
- Bathory na Black Mark Productionu  Arhivirana inačica izvorne stranice od 23. siječnja 2015. (Wayback Machine)
- Bathory na Encyclopaedia Metallumu